# Covoni (famiglia)

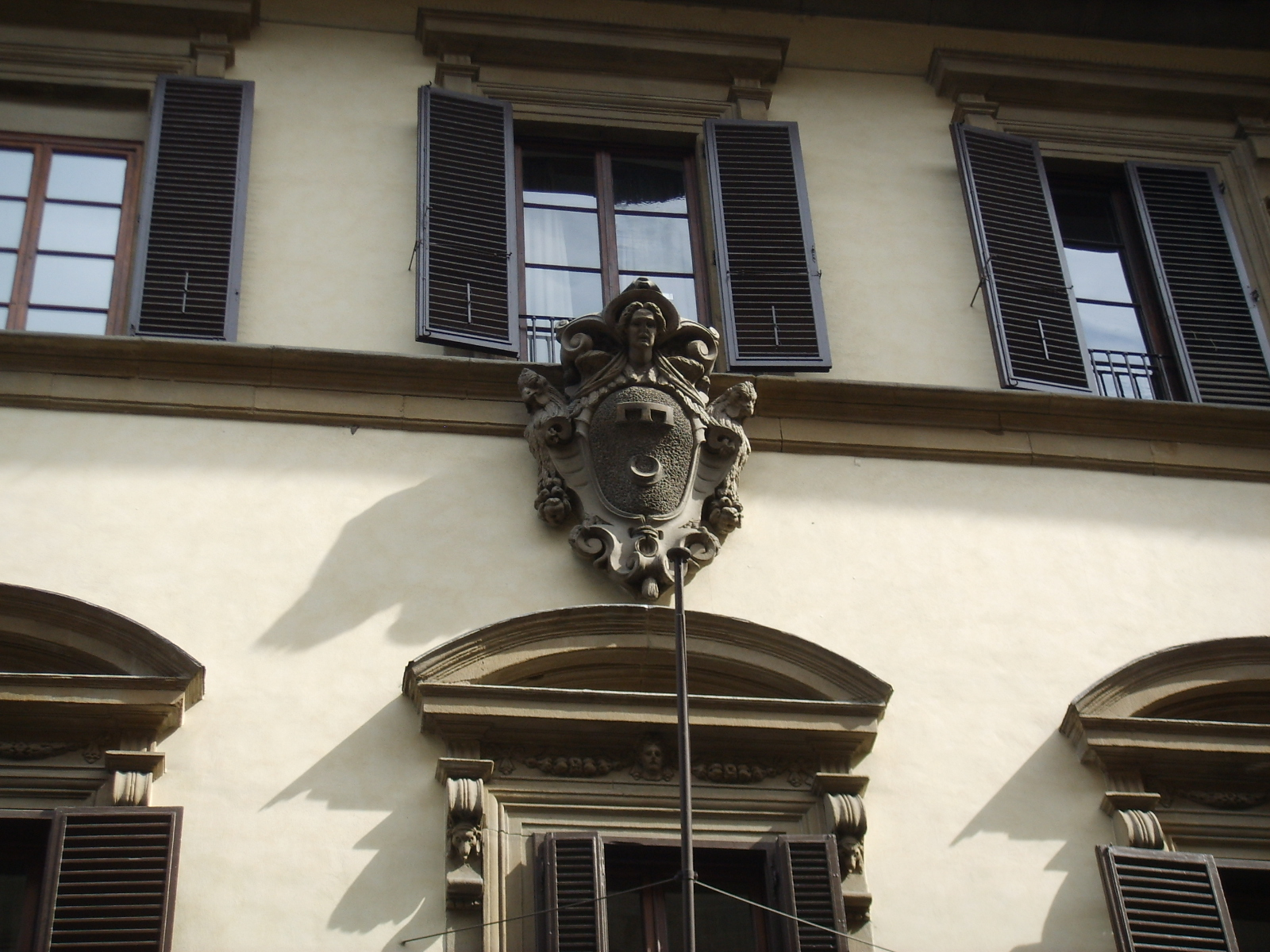
Stemma sul Palazzo Covoni-Capponi

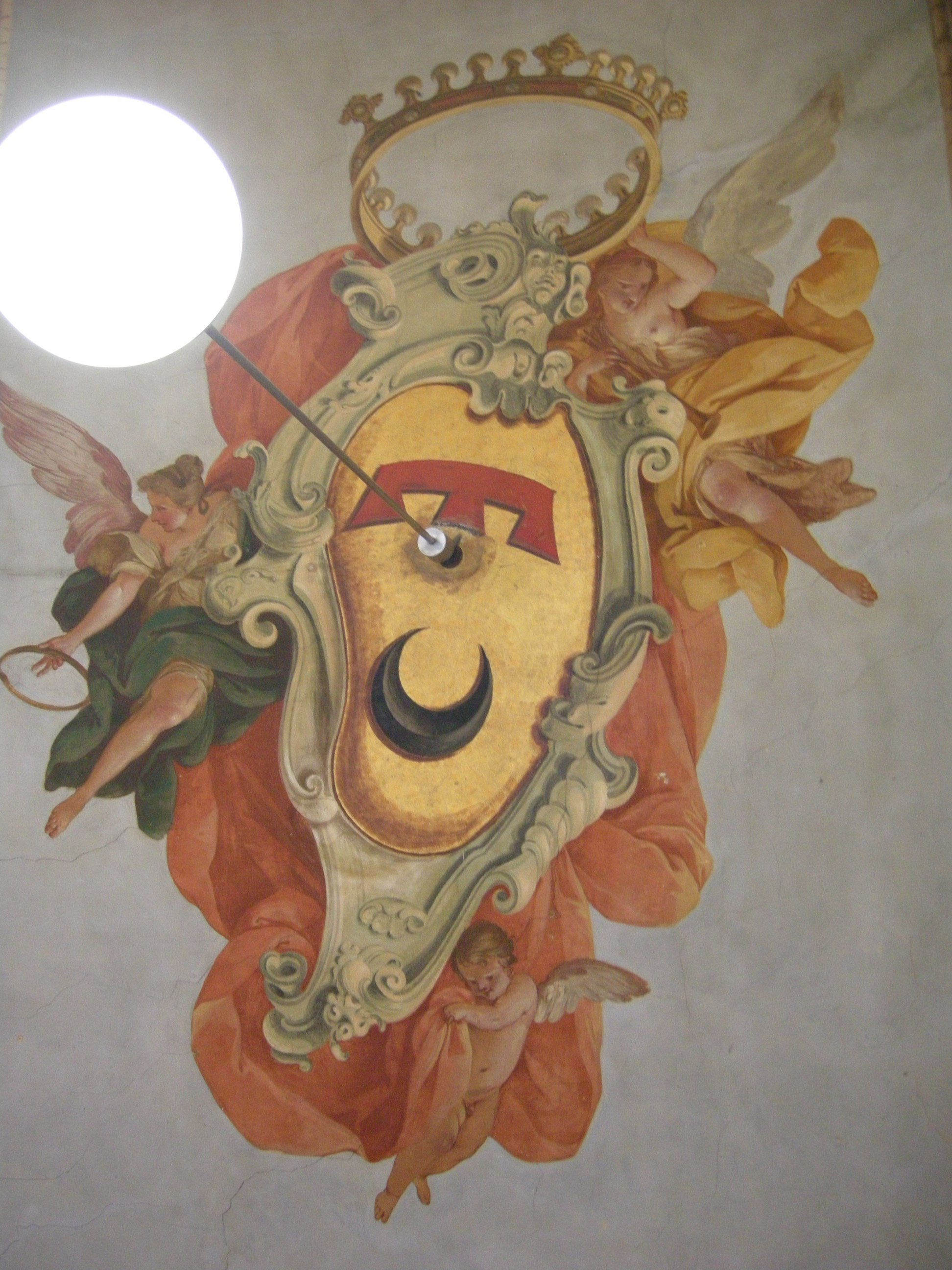
Uno stemma a colori nel palazzo Covoni a Firenze

I Covoni (talvolta chiamati con la variante Govoni) sono un'antica famiglia di Firenze.

## Storia familiare
Si trasferirono da Fiesole a Firenze verso il 1200 e si dedicarono all'attività mercantile, che seppe assicurare loro una duratura ricchezza. Esercitavano la vendita della lana e l'arte del Cambio, con una redditizia filiale a Venezia.
Presero il nome da Covone di Ubertino vivente nella prima metà del secolo XIII, che ebbe due figli: Ruggero e Jacopo.
Durante il periodo repubblicano ebbero diverse cariche politiche di prestigio, tra le quali spiccano quella di Gonfaloniere, sei volte, e ventiquattro quella di Priore.
Naddo fu il primo dei 24 Priori dei Covoni nel 1303 e fu padre di messer Covone uno dei più importanti giureconsulti del suo tempo. 
Messer Covone Covoni, da solo collezionò quattro priorati e un gonfalonierato di Giustizia (1325 primo Gonfalonierato della famiglia), la carica più alta della Repubblica fiorentina. Era uomo di penna e d'azione: nel 1328 venne nominato come uno dei Capitani di guerra del Comune; nel 1332 fu inviato come ambasciatore in Lombardia; nel 1334 e nel 1335 come ambasciatore a Pistoia; nel 1336 sindaco alla pace con gli Aretini; nel 1339 ambasciatore a Volterra e in Francia.
Paolo di Cenni, dopo esser stato Gonfaloniere nel 1354 fu eletto nel 1355 nei Dieci del mare. Giovanni di Guasco nel 1345 fu incaricato di ricevere la sottomissione dei conti di Battifolle.
Bettino e Naddo sono i figli di messer Covone Covoni. Furono ambedue giureconsulti ed ambedue furono armati cavalieri nel 1378 durante il tumulto dei Ciompi. Bettino fu in modo particolare insigne. Podestà di Perugia nel 1380. Nello stesso 1380 e nel successivo 1381 fu inviato dalla Repubblica Fiorentina ambasciatore a Carlo di Ungheria.
Ai tempi dell'assedio si distinsero i due cugini Giovanni Covoni e Francesco Covoni, discendenti di Bettino.
Le case dei Covoni si trovavano nella zona di via Ghibellina e il principale palazzo familiare (Palazzo Covoni, appunto) venne fatto costruito in via della Vigna Vecchia nel Trecento. Nel palazzo si trovano alcuni stemmi dipinti in onore dei clienti di prestigio della Compagnia commerciale dei Covoni: vi si riconosce tra gli altri quello della casa reale inglese (tre leopardi). La zona di via Ghibellina era storicamente la zona d'influenza dei Salviati e i Covoni costruirono il loro palazzo con tutto lo sfarzo possibile anche per un gesto di sfida tra mercanti e mercanti.
Nei secoli successivi ebbero cavalieri di Malta e di Santo Stefano e due senatori del Granducato di Toscana.
Il cavaliere Marco Covoni, nominato senatore nel 1782, curò lo statuto dello Spedale di Santa Maria Nuova, stampato nel 1789, che fece da modello per tante istituzioni simili in Europa.
Sebbene dopo il Seicento la famiglia vivesse più in sordina, nella prima metà dell'Ottocento essi acquistavano il bel Palazzo Capponi in Via Cavour, apponendovi il loro stemma, una mezza luna sormontata da un rastrello.